# Phyllaire
Pour l’article ayant un titre homophone, voir filaire.
En botanique, un phyllaire, également appelé bractée involucrale ou tégule, est une bractée unique de l'involucre d'une fleur d'Astéracée,,. L'involucre est le regroupement des bractées. Les phyllaires sont des structures réduites ressemblant à des feuilles qui forment un ou plusieurs verticilles immédiatement sous le capitule.

## Fonction
Les phyllaires protègent les fleurs et les fruits en développement. Chez l'hybride de pissenlit Taraxacum japonicum × officinale, les phyllaires recourbés aident à défendre les fleurs contre les attaques des limaces.
Les phyllaires crochus des espèces de Bardane (genre Arctium) s'accrochent au pelage et aux plumes des animaux, dispersant les graines loin de la plante mère (exozoochorie),.

## Structure et disposition
La morphologie des phyllaires est utile à l'identification des plantes, car selon les espèces de la famille des Astéracées, ils peuvent varier en nombre, en forme, en largeur, en longueur, en pilosité, en présence de glandes ou en texture.

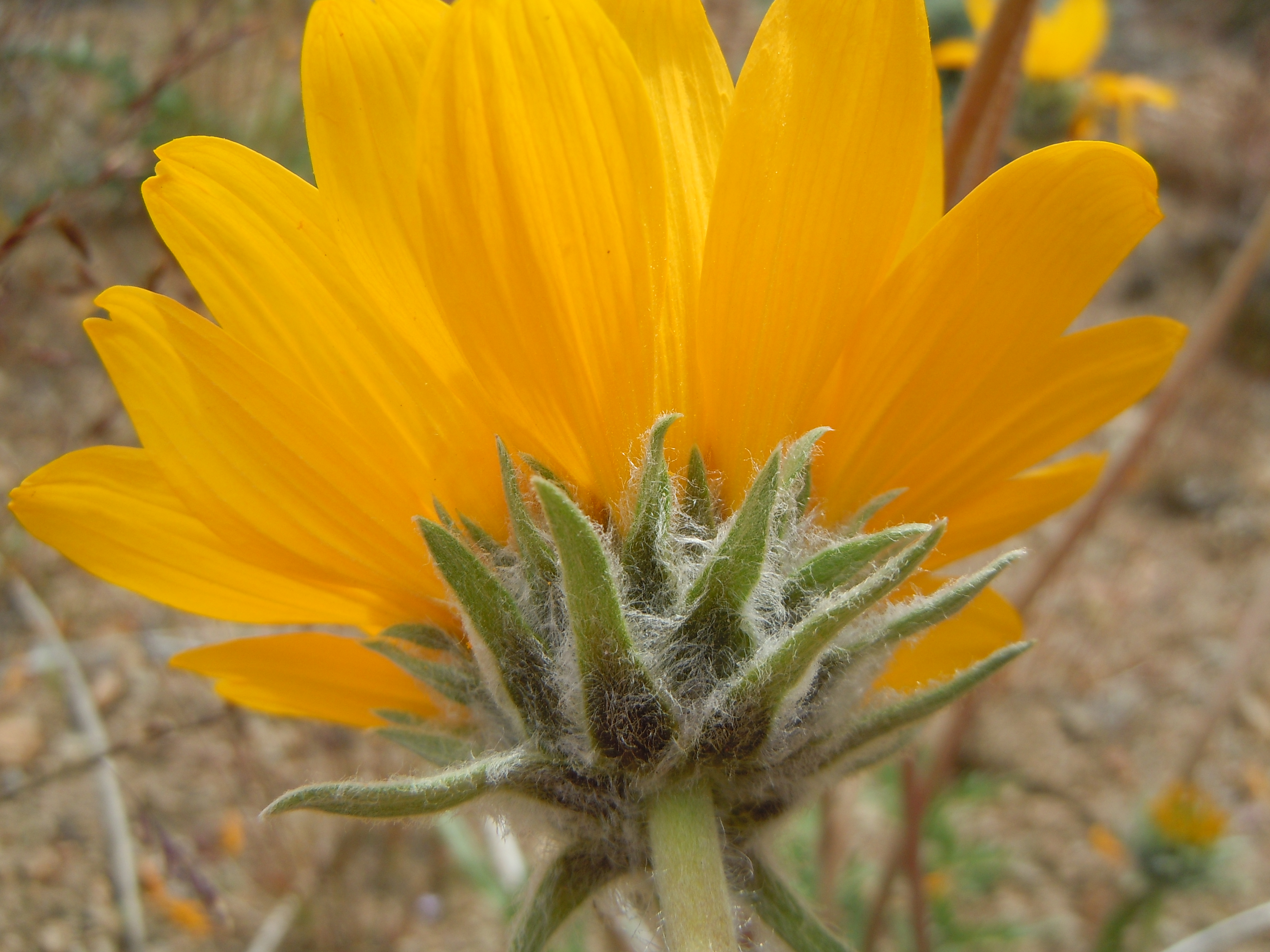
Les phyllaires de Balsamorhiza hookeri sont largement séparés, poilus, rigides et pointent vers l'extérieur de la tige.
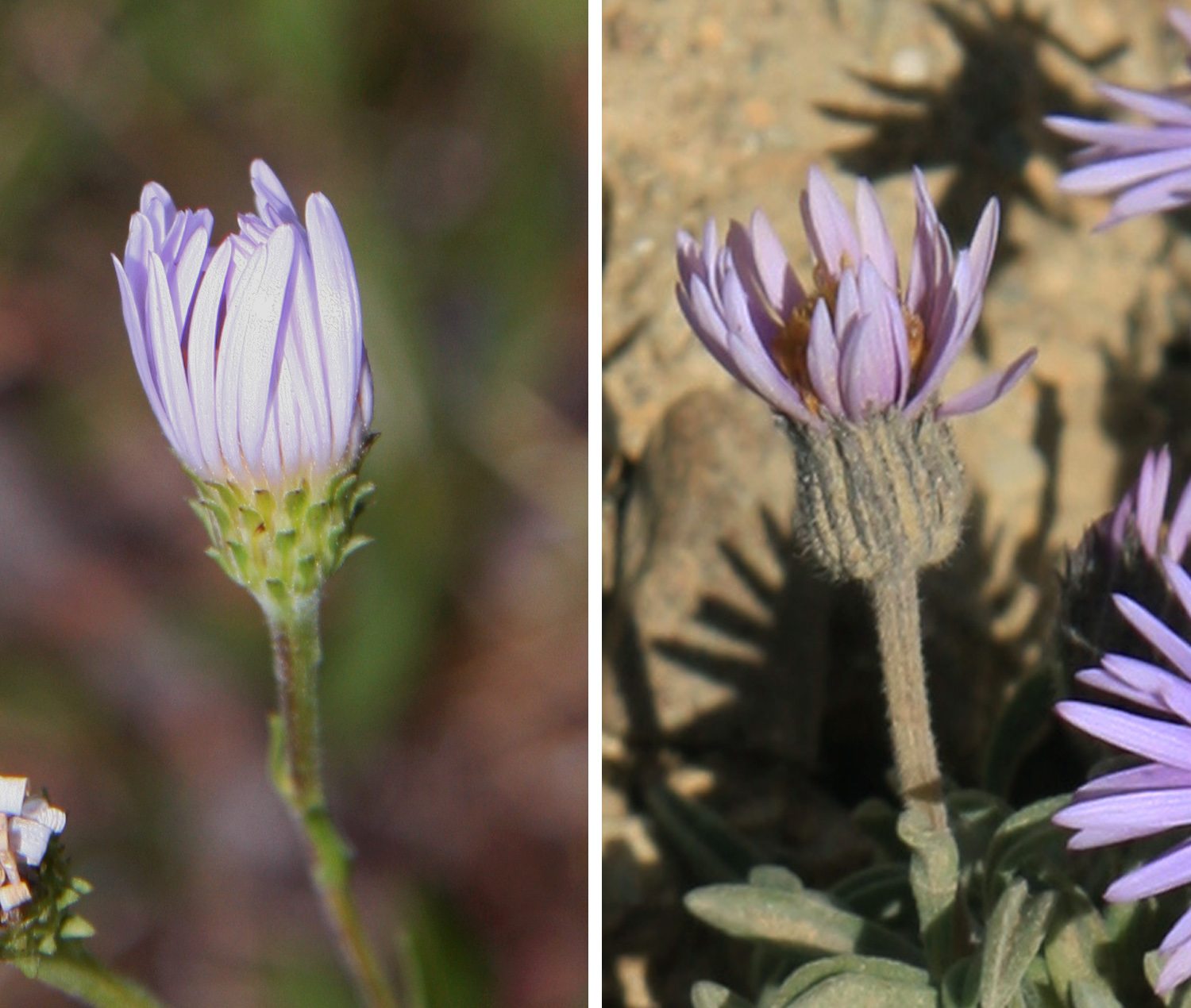
Les phyllaires d'Aster (à gauche) sont courts, s'enroulent autour de la plante et sont disposés en plusieurs couches. Les phyllaires de Marguerite (à droite) sont longs, poilus et serrent la base du capitule.
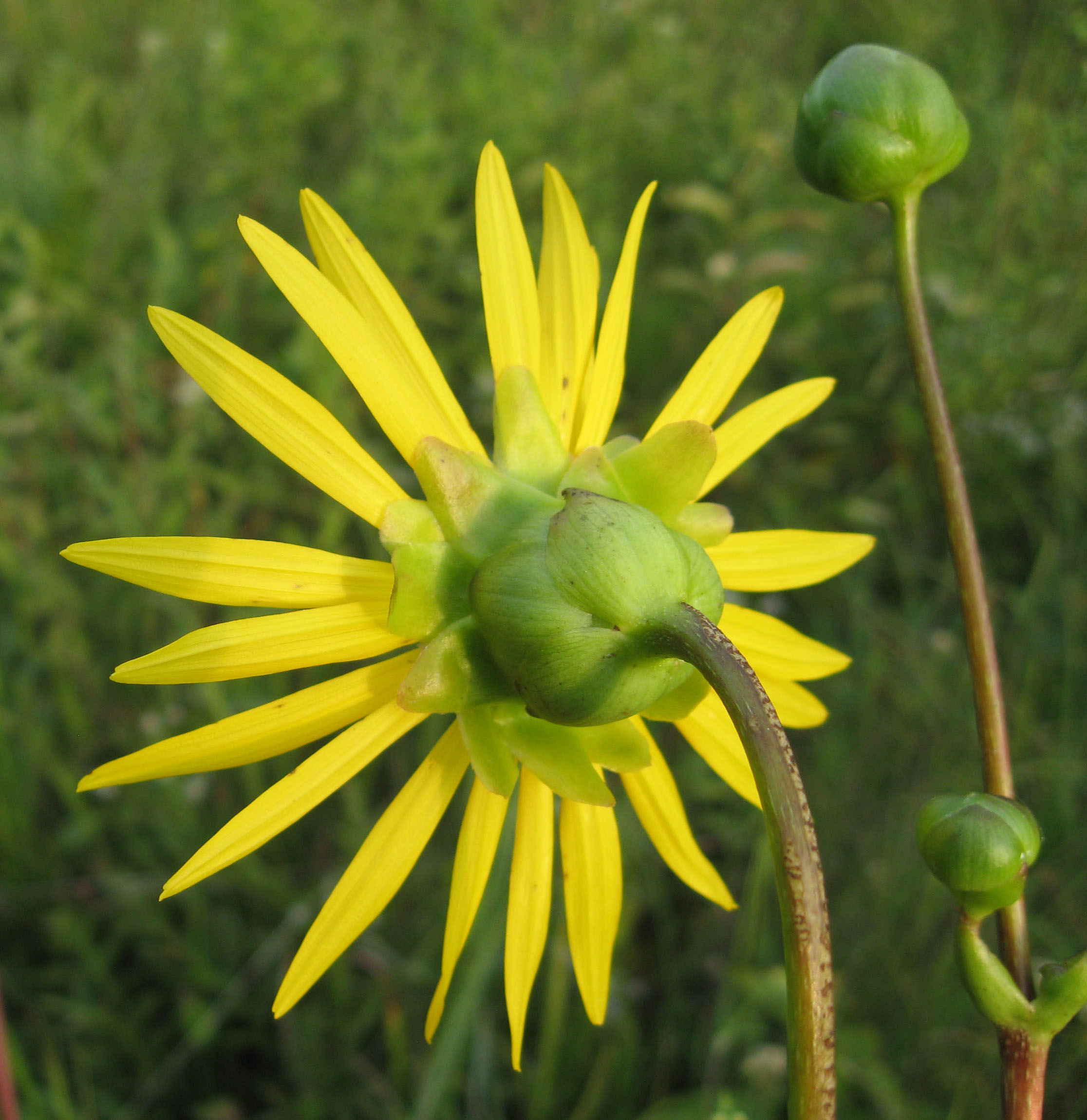
Les phyllaires de Silphium pinnatifidum sont gradués, les plus proches de la fleur étant plus longs que les couches extérieures.